# Bessemer Model D
Der Bessemer Model D ist ein mittelschwerer Lastkraftwagen mit einer Nutzlast von 2 tn. sh. (1,8 t), die der ehemalige US-amerikanische Nutzfahrzeughersteller Bessemer Motor Truck Company in Grove City (Pennsylvania) belegt ab 1918 produziert hat, wahrscheinlich wurde das Modell aber schon früher vorgestellt.

## Modellgeschichte
Die Bessemer Motor Truck Company wurde 1911 in Grove City (Pennsylvania) gegründet. Lastkraftwagen mit einer Nutzlast von 2 tn. sh. (ca. 1,8 t) gehörten von Anfang an zum Lieferprogramm. Dieser erste, wahrscheinlich Model A genannte Lkw hatte noch Kettenantrieb und war das größere von zunächst zwei Modellen.
Bessemer organisierte für 1916 sein Angebot neu. Dabei wurde weitgehend auf Wellenantrieb umgestellt. In den Vereinigten Staaten gab es neben einem 1,5-Tonner mit Antriebsketten nun nur noch Modelle mit Wellenantrieb. Eine britische Quelle listet hingegen noch zwei von sechs Bessemer-Lkw mit Kettenantrieb auf.
Ein von dieser britischen Quelle angeführter Lkw mit einer Nutzlast von 40 cwts. (ca. 1,8 t) mit einem 2,8-Liter-Vierzylindermotor (79 × 133 mm) und 28 PS Leistung kann als direkter Vorläufer des Model D wie auch des Model J gesehen werden. Seine Modellbezeichnung ist unbekannt, ebenso seine Produktionsdauer.
Das Marktsegment der Zweitonner war ein bedeutendes und wurde von zahlreichen Nutzfahrzeugherstellern bedient. Warum Bessemer 1918 gleich zwei entsprechende Baureihen anbot, ist nicht bekannt. Beide Baureihen weisen Gemeinsamkeiten auf, insbesondere den gleichen Motor, aber auch einige Besonderheiten, die Model D mit dem größeren Model E und Model J mit dem kleineren Model G verbinden. Zudem war Model D mit zwei verschiedenen Radständen lieferbar, Model J lag mit seinem einzigen lieferbaren Radstand dazwischen und Model D hatte Doppelbereifung an der Hinterachse.
Während davon auszugehen ist, dass Bessemer das Marktsegment für Zwei- und Zweieinhalbtonner auch in den 1920er Jahren bediente, ist nicht bekannt, wie lange Model D und Model J gebaut worden sind und von welcher Version es allenfalls einen Nachfolger gab. 1923 fusionierte die Bessemer Motor Truck Company mit der American Motors Corporation zur Bessemer-American Motors Corporation und verlegte die Produktion nach Plainfield (New Jersey).

## Technik
Alle Bessemer-Nutzfahrzeuge wurden als Assembled vehicles hergestellt, das heißt, dass sie aus Bestandteilen und Komponenten von Zulieferern zusammengesetzt waren. Das war eine weit verbreitete Methode, die auch kleineren Anbietern eine rationelle und profitable Produktion ermöglichte. Sie ging über die übliche Verwendung von zugekauften Karosserien oder Motoren hinaus und umfasste praktisch jedes verwendete Fahrzeugteil von Motoren und Getrieben bis zu Aufbauten, Kastenrahmen und Achsen.

### Motor
Für die Baureihen J und D verwendete Bessemer denselben, mit hoher Wahrscheinlichkeit seitengesteuerten Vierzylindermotor von Continental. Ein Datenblatt von 1918 nennt einen Grauguss-Monoblockmotor mit moderner Wasserkühlung und Wasserpumpe, eine kombinierte Schleuder- und Druckumlaufschmierung mit Ölpumpe, Magnetzündung und einen Rayfield-Vergaser.
Die Zylinderbohrung beträgt 4⅛ Zoll und der Kolbenhub 5¼ Zoll (105 × 133 mm), woraus sich ein Hubraum von 280,6 c.i. (4.607 cm³) ergibt. In publizierter Werksliteratur, etwa für den Jahreskatalog der N.A.C.C. (National Automobile Chamber of Commerce), nennt Bessemer eine Leistung von 36 bhp (26,8 kW) und ein ebensolches S.A.E.-Rating, dessen Berechnungsmethode nicht erklärt wird. Nach dem damals üblichen N.A.C.C.-Rating (vgl. Tabelle im Anhang) ergeben sich 27,2 HP.

### Kraftübertragung

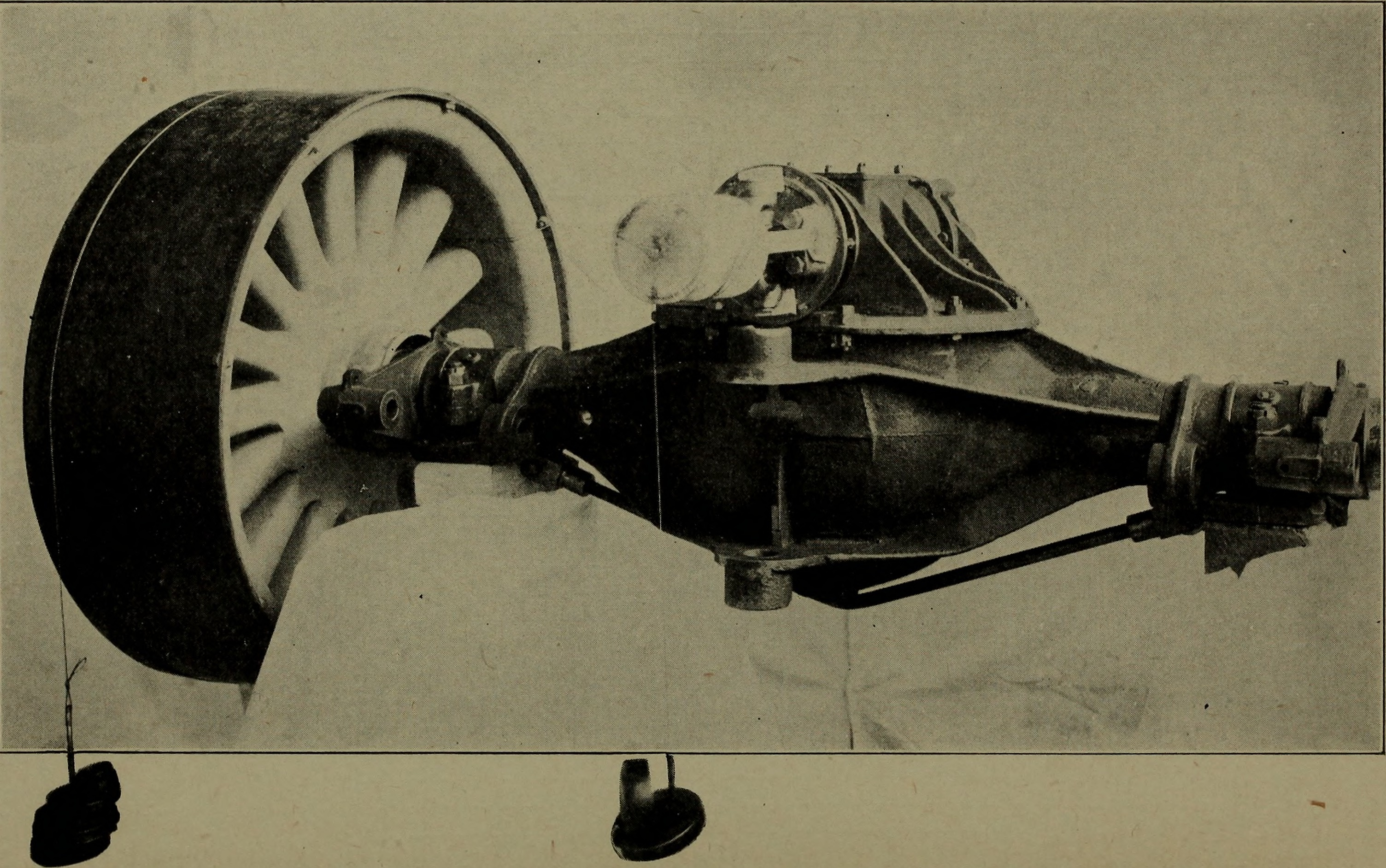
Eine typische Hinterachse mit Schnecken-Differential (1916)

Der Motor war vorne angebracht. Es gibt keinen Hinweis auf abweichende Daten in anderen Baujahren. Die Motorleistung wurde über eine Konuskupplung und ein manuell zu schaltendes Brown-Lipe Dreiganggetriebe mit Rückwärtsgang auf die Kardanwelle übertragen. Sie treibt über einen Schneckentrieb (“Worm gear”)  die von Timken gelieferte Hinterachse an.
Durch diese Achse unterscheiden sich Model D und Model J. Sie ist schwebend (full floating) ausgelegt, das heißt, die Antriebswellen sind von Querkräften weitgehend befreit. Diese Kraftübertragung entspricht jener des größeren Bessemer Model E.

### Fahrgestell und Aufhängung
Wie Bessemer Model J und E ist auch Model D zweiachsig mit hinterer Doppelbereifung (Radformel 4 × 2) ausgelegt. Die vorhandenen Daten lassen auf einen Leiterrahmen schließen. Vermerkt wird ein Pressstahlrahmen; die Vorderräder hingen an einer massiven I-Beam (Doppel-T)-Starrachse. Auch die Hinterachse war starr. Beide Achsen hingen an Halbelliptikfedern.
Der Radstand betrug wahlweise 146 oder 171 Zoll (3708 mm beziehungsweise 4343 mm). 'Bessemer Model D' und J hatten auch die gleiche Spurweite von 60 Zoll (1524 mm) vorn und hinten. Wie alle Bessemer-Lkw hatten sie eine links angebrachte Schneckenlenkung und mittig angeordnete Schalt- und Handbremshebel. Dazu kamen nur beim Model D (und dem größeren E) Zwillings-Bremstrommeln an jedem Hinterrad. Somit kann Model D als kleinere, schmalere und schwächere Ausführung des Bessemer Model E gesehen werden.
Als Bereifung waren sowohl für Model D wie J rundum Vollgummireifen der Dimension 36 × 4 Zoll vorgesehen.
Das Fahrgestell wog 4280 lb (1940 kg) und kostete US$ 2550,-.

## Spezifikationen
| Daten                          | Model D |
| ------------------------------ | --- |
| Nutzlast:                      | 2 sh tn 4.000 lb 1.815 kg \|                                                                                             |
| Motorenhersteller:             | Continental |
| Motor:                         | Vierzylinder-Reihenmotor, Viertakt                                                                                       |
| Motorblock:                    | Grauguss en bloc gegossene Sackzylinder                                                                                  |
| Hubraum:                       | 280,7 c.i. (errechnet) 4.607 cm³ (errechnet)                                                                             |
| Bohrung × Hub:                 | 4⅛ × 5¼ Zoll 105 × 133 mm                                                                                                |
| Ventile:                       | 2 Ventile pro Zylinder                                                                                                   |
| Ventilsteuerung:               | SV-Ventilsteuerung |
| Rating S.A.E.:                 | 36 HP |
| Rating N.A.C.C.:               | 27,2 HP |
| Leistung:                      | 36 bhp (26,8 kW) |
| Gemischaufbereitung:           | Vergaser Rayfield |
| Kühlung:                       | Wasserkühlung, Wasserpumpe                                                                                               |
| Schmierung:                    | Schleuder- und Druckumlaufschmierung mit Ölpumpe kombiniert                                                              |
| Zündung:                       | Magnetzündung |
| Antrieb:                       | Wellenantrieb, Achsantrieb mit Schnecke („Worm Gear“), schwebend (Flull floating); vgl. Kraftübertragung                 |
| Kupplung:                      | Konuskupplung |
| Getriebe:                      | Brown-Lipe 3-Gang-Getriebe mit Rückwärtsgang unsynchronisiert                                                            |
| Vorderachse:                   | Starrachse, I-Beam (Doppel-T), Kugelgelenke                                                                              |
| Hinterachse:                   | Starrachse, Timken |
| Fahrgestell:                   | Preßstahl-Leiterrahmen, Frontmotor, Hinterradantrieb, Linkslenkung mittig angeordnete Hebel für Schaltung und Handbremse |
| Radstand:                      | 3708 mm / 4343 mm |
| Spurweite vorn/hinten je:      | 1524 mm |
| Radaufhängung vorn und hinten: | Halbelliptikfedern |
| Lenkung:                       | Schneckenlenkung |
| Bremsen:                       | zwei mechanisch betätigte Trommelbremsen pro Hinterrad, Expanding                                                        |
| Reifen vorn:                   | 36 × 4 |
| Reifen hinten:                 | 36 × 4, Doppelbereifung                                                                                                  |
| Gewicht Fahrgestell:           | 1940 kg |
| Preis Fahrgestell:             | US$ 2550,- |

Infolge der Umrechnung von gerundeten Ausgangsdaten kann diese Tabelle Scheingenauigkeiten enthalten.

### Hauptunterschiede zwischenModel DundModel J
Wenn auch beide Fahrzeuge die gleiche Nutzlast trugen und den gleichen Motor hatten, gibt es doch einige bedeutende Unterschiede, die auch damit zusammenhängen, dass Model J enger verwandt ist mit dem kleineren Model G und Model D mehr Gemeinsamkeiten mit dem größeren Model E aufweist.
Model D war wahlweise mit einem Radstand von 146 Zoll (3708 mm) oder 171 Zoll (4343 mm) erhältlich; Model J nur mit dazwischen positionierten 158 Zoll (4013 mm). Beide D-Versionen waren überdies nur unwesentlich kürzer als die beiden Varianten des Model E mit 150 und 175 Zoll (3810 mm und 4475 mm) Radstand. Daraus ergibt sich eine breite Abdeckung der Marktsegmente zwischen 2 und 3,5 tn. sh.
Model D war klar die schwerere Ausführung, was sich nicht nur im Gewicht des Fahrgestells bemerkbar machte (1940 kg gegen 1810 kg, wobei dies sich wahrscheinlich auf die kurze Version des D bezieht), sondern auch im deutlichen Preisunterschied (ab US$ 2550,- gegen US$ 2200,-, wiederum wahrscheinlich bezogen auf die kurze Version des D).
Bereits genannt wurden die unterschiedlichen Differentialgetriebe. Model D hatte eine Timken-Achse mit einem Schneckengetriebe zur Kraftübertragung auf die schwebend konstruierten Achshalbwellen, Model J eine Torbensen-Hinterachse mit dem an Personenwagen und leichteren Nutzfahrzeugen bewährten Differential mit Planetengetriebe und Innenverzahnung. Model D hatte zwei Zwillings-Trommelbremsen an der Hinterachse, Model J eine Trommelbremse pro Hinterrad.

## Zubehör
Im Preis inbegriffen waren drei Öllampen. Zudem wurden ein Wagenheber, ein Werkzeugsatz und ein Felgenabzieher mitgeliefert.